# La Manche
La Manche (z fr. dosł. „rękaw”; ang. English Channel, „Kanał Angielski”) – kanał morski oddzielający Wielką Brytanię od Francji. Poprzez Cieśninę Kaletańską łączy Morze Północne z otwartymi wodami Oceanu Atlantyckiego.

## Podstawowe dane
- powierzchnia: 75 tys. km²
- długość: 563 km
- najwęższe miejsce: 32 km
- najszersze miejsce: 249 km
- średnia szerokość: 158 km
- średnia głębokość: 48 m
- wysokość pływów: 15 m
- średnie zasolenie: 35‰ (3,5%)

Kanał La Manche powstał pod koniec plejstocenu, gdy w wyniku topnienia rozległych czap lądolodów Europy i Ameryki Północnej, podniósł się znacznie poziom mórz.
Kanał odgrywał strategiczną rolę w wielu wojnach toczących się na kontynencie europejskim. Bardzo utrudniał podbój Brytanii. Ostatnia próba zakończona powodzeniem miała miejsce w 1066 r. (Inwazja Normanów na Anglię). Napoleon Bonaparte i Hitler nawet nie próbowali desantu. Jest on również ważnym szlakiem morskim, łączącym takie znaczące porty morskie, jak Rotterdam czy Hamburg z Oceanem Atlantyckim – dziennie korzysta z niego ponad 500 statków. Przy samym kanale położone są: Hawr, Cherbourg, Boulogne-sur-Mer, Calais po stronie francuskiej oraz Dover, Portsmouth, Plymouth i Southampton po brytyjskiej. Kanał La Manche znany jest jednak z trudnych warunków żeglugi – często występują tu burze i mgły. Przez kanał realizowane są liczne połączenia promowe między Wielką Brytanią a Francją i Belgią.
Brzegi kanału łączy wiele promów morskich, a od 1994, po kilkuletniej budowie, także tunel kolejowy pod kanałem, tzw. Eurotunel, który skrócił znacznie czas podróży między Paryżem a Londynem.
Na kanale La Manche położona jest grupa wysp – Wyspy Normandzkie – stanowiących autonomiczną część Wielkiej Brytanii.

## Historyczne osiągnięcia
Jako pierwsi nad kanałem La Manche przelecieli balonem Francuz Jean-Pierre Blanchard i Amerykanin John Jeffries – 7 stycznia 1785 z Dover do Guînes.
Francuz Louis Blériot 25 lipca 1909 jako pierwszy dokonał tego samolotem z Les Barraques (obecnie Bleriot Plage) koło Sangatte, do Dover.
Pierwszym człowiekiem, który przepłynął wpław kanał La Manche z Dover do Calais, był angielski kapitan Matthew Webb 24 sierpnia 1875, pierwszą kobietą Amerykanka Gertrude Ederle 6 sierpnia 1926 z przylądka Cap Gris-Nez do Kingsdown, a pierwszą Polką (i w ogóle pierwszą osobą z Polski) Teresa Zarzeczańska 30 sierpnia 1975 z plaży Szekspira w Dover do Wissant.